# (33954) 2000 ND
(33954) 2000 ND est un astéroïde de la ceinture principale d'astéroïdes découvert en 2000.

## Description
(33954) 2000 ND a été découvert le 1er juillet 2000 à l'observatoire Palomar, situé au nord de San Diego en Californie, par Paul G. Comba.

### Caractéristiques orbitales
L'orbite de cet astéroïde est caractérisée par un demi-grand axe de 2,22 ua, un périhélie de 1,97 ua, une excentricité de 0,11 et une inclinaison de 1,88° par rapport à l'écliptique. Du fait de ces caractéristiques, à savoir un demi-grand axe compris entre 2 et 3,2 ua et un périhélie supérieur à 1,666 ua, il est classé, selon la JPL Small-Body Database, comme objet de la ceinture principale d'astéroïdes.

### Caractéristiques physiques
(33954) 2000 ND a une magnitude absolue (H) de 15,7 et un albédo estimé à 0,275.